# Liste der Biografien/Schulh
Liste der Biografien |
Portal Biografien |
Personensuche
# |
A |
B |
C |
D |
E |
F |
G |
H |
I |
J |
K |
L |
M |
N |
O |
P |
Q |
R |
S |
T |
U |
V |
W |
X |
Y |
Z |
?
 
Sa |
Sb |
Sc |
Sd |
Se |
Sf |
Sg |
Sh |
Si |
Sj |
Sk |
Sl |
Sm |
Sn |
So |
Sp |
Sq |
Sr |
Ss |
St |
Su |
Sv |
Sw |
Sy |
Sz
 
Sca–Sce |
Sch |
Sci–Scz
 
Scha |
Schc |
Schd |
Sche |
Schg |
Schi |
Schj |
Schk |
Schl |
Schm |
Schn |
Scho |
Schp |
Schr |
Schs |
Scht |
Schu |
Schv |
Schw |
Schy
 
Schua |
Schub |
Schuc |
Schud |
Schue |
Schuf |
Schug |
Schuh |
Schui |
Schuk |
Schul |
Schum |
Schun |
Schuo |
Schup |
Schuq |
Schur |
Schus |
Schut |
Schuu |
Schuv |
Schuw |
Schuy |
Schuz
 
Schula |
Schulb |
Schuld |
Schule |
Schulg |
Schulh |
Schuli |
Schulj |
Schulk |
Schull |
Schulm |
Schulo |
Schulp |
Schulr |
Schuls |
Schult |
Schulw |
Schuly |
Schulz
Die Liste der Biografien führt alle Personen auf, die in der deutschsprachigen Wikipedia einen Artikel haben. Dieses ist eine Teilliste mit 14 Einträgen von Personen, deren Namen mit den Buchstaben „Schulh“ beginnt.

## Schulh

### Schulhe
- Schulheim, Hyacinth von (1815–1875), österreichischer Richter und Politiker

### Schulho
- Schulhof, Hilda (* 1889), österreichisch-tschechoslowakische Germanistin
- Schulhof, Hugo (1878–1944), deutscher Rechtsanwalt, Notar, Soldat im Ersten Weltkrieg und Opfer des Holocaust
- Schulhof, Josef (1824–1890), österreichischer Konstrukteur und Erfinder
- Schulhof, Lary (* 1942), US-amerikanischer Schwimmer
- Schulhof, Leopold (1847–1921), österreichisch-französischer Astronom
- Schulhof, Otto (1889–1958), österreichischer Konzertpianist und Komponist
- Schulhoff, Courtney (* 1987), US-amerikanische Mörderin
- Schulhoff, Erwin (1894–1942), tschechischer Komponist und PianistErwin Schulhoff (1894–1942)

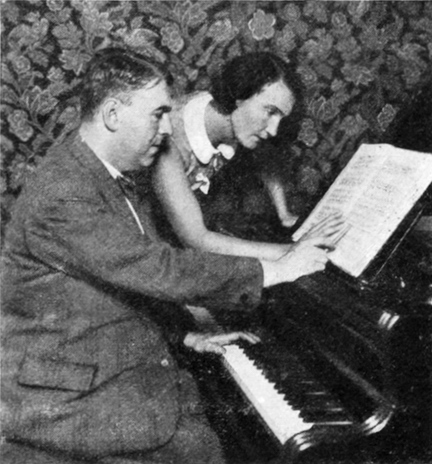
Erwin Schulhoff (1894–1942)

- Schulhoff, Esther (1649–1714), preußische Unternehmerin und Münzmeisterin
- Schulhoff, Georg (1898–1990), deutscher Politiker (CDU), MdL, Handwerksmeister, Vizepräsident des Zentralverbandes des Deutschen Handwerks (ZDH)
- Schulhoff, Julius (1825–1898), österreichischer Pianist und Komponist
- Schulhoff, Wolfgang (1939–2014), deutscher Politiker (CDU), MdB

### Schulhy
- Schulhyn, Oleksandr (1889–1960), ukrainischer Historiker, Politiker und Exilpolitiker